# 二葉 (犬)
二葉（ふたば）は、メスの柴犬である。2011年6月に実施された岡山県警の嘱託警察犬審査会に挑戦して合格を果たし、日本犬種として初の「警察犬」になったことで知られる。任期を終えた後は災害救助犬として活動。

## 経緯
二葉は登録名を「蒲公英号」といい、体長50センチメートル、体重11キロの柴犬のメスで、岡山市で犬の訓練士を務める女性の飼い犬である。二葉にはすでに、2009年と2010年の2年連続で嘱託警察犬審査会に挑戦した経験があった。しかし、過去2回の審査会では「待て」の指示を守れなかったり、高跳びで障害物に衝突したりのミスがあったために合格できなかった。
その後、苦手な高跳びなどの訓練を積み重ね、2011年6月8日に岡山県総社市で実施された嘱託警察犬審査会で、特殊捜索犬の地域捜索の部に出場した。地域捜索の部には、二葉を含めて8頭の犬が出場した。シェパードやラブラドール・レトリバーなどの大型犬種に混じって小さな日本犬の二葉は健闘し、臭いを頼りに林の中から人を探し出す「捜索部門」では、10分の制限時間よりもはるかに短い5分30秒という記録で捜索を成功させるなど、訓練の成果を見せた。
7月19日に審査会の結果が発表され、二葉は合格を果たした。岡山県警によると、日本犬で「警察犬」になったのは、二葉が初めてのことだという。
柴犬は主人に忠実だがマイペースな性格で、細かい指示を聞くのが苦手なため、警察犬には不向きと考えられていた。飼い主の女性は「猛特訓を積み、日本犬の地位向上に貢献したい」と意気込みを語った。8月1日に委嘱式が執り行われ、二葉は約1年間の予定で、道に迷ったお年寄りなどの捜索を担当することになった。
2011年9月21日に岡山県庁で開催された「秋の交通安全運動」出発式に参加し、警察犬としての初任務を果たしている。
2013年6月に任期を終え、その後は災害救助犬として活動。

## 関連文献
- 久戸瀬 邦子（監修） 著、シーバ編集部 編『柴犬警察犬 二葉』辰巳出版、2011年。ISBN 978-4777809806。
- 秋山みつ子、秋元良平『「二葉」物語』メディアファクトリー、2012年。ISBN 978-4840145893。